# Programme de la navette spatiale américaine
Cet article court présente un sujet plus développé dans : Navette spatiale américaine.
Programme Apollo Programme Shuttle-Mir
Le programme de la navette spatiale américaine (en anglais : Space Shuttle program) est le quatrième programme de vol spatial habité mis en œuvre par la National Aeronautics and Space Administration (Nasa) après Mercury, Gemini et Apollo. Il assure le transport régulier des équipages et du fret terrestre jusqu'en orbite de 1981 à 2011 par navette spatiale. Son nom officiel est Système de transport spatial (en Space Transportation System, STS).
Issu d'un plan de 1969 pour un système de véhicule spatial réutilisable, il est le seul élément financé et développé. La navette spatiale américaine — composée d'un orbiteur lancé avec deux propulseurs d'appoint réutilisables à poudre et d'un réservoir de carburant externe jetable — transporte jusqu'à huit astronautes et jusqu'à 23 000 kg de charge utile en orbite terrestre basse. Une fois sa mission terminée, l'orbiteur effectue une rentrée atmosphérique sur Terre et atterrit comme un planeur au centre spatial Kennedy ou à la base aérienne Edwards.